# گورستان قلعه باریکه
قبرستان قلعه باریکه مربوط به دوره اشکانیان - دوره ساسانیان است و در شهرستان چرداول، بخش هلیلان، دهستان هلیلان، ۲ کیلومتری شرق روستای باریکه واقع شده و این اثر در تاریخ ۷ اسفند ۱۳۸۶ با شمارهٔ ثبت ۲۱۲۸۹ به‌عنوان یکی از آثار ملی ایران به ثبت رسیده‌است.